# Sankt Clemens gata, Helsingborg

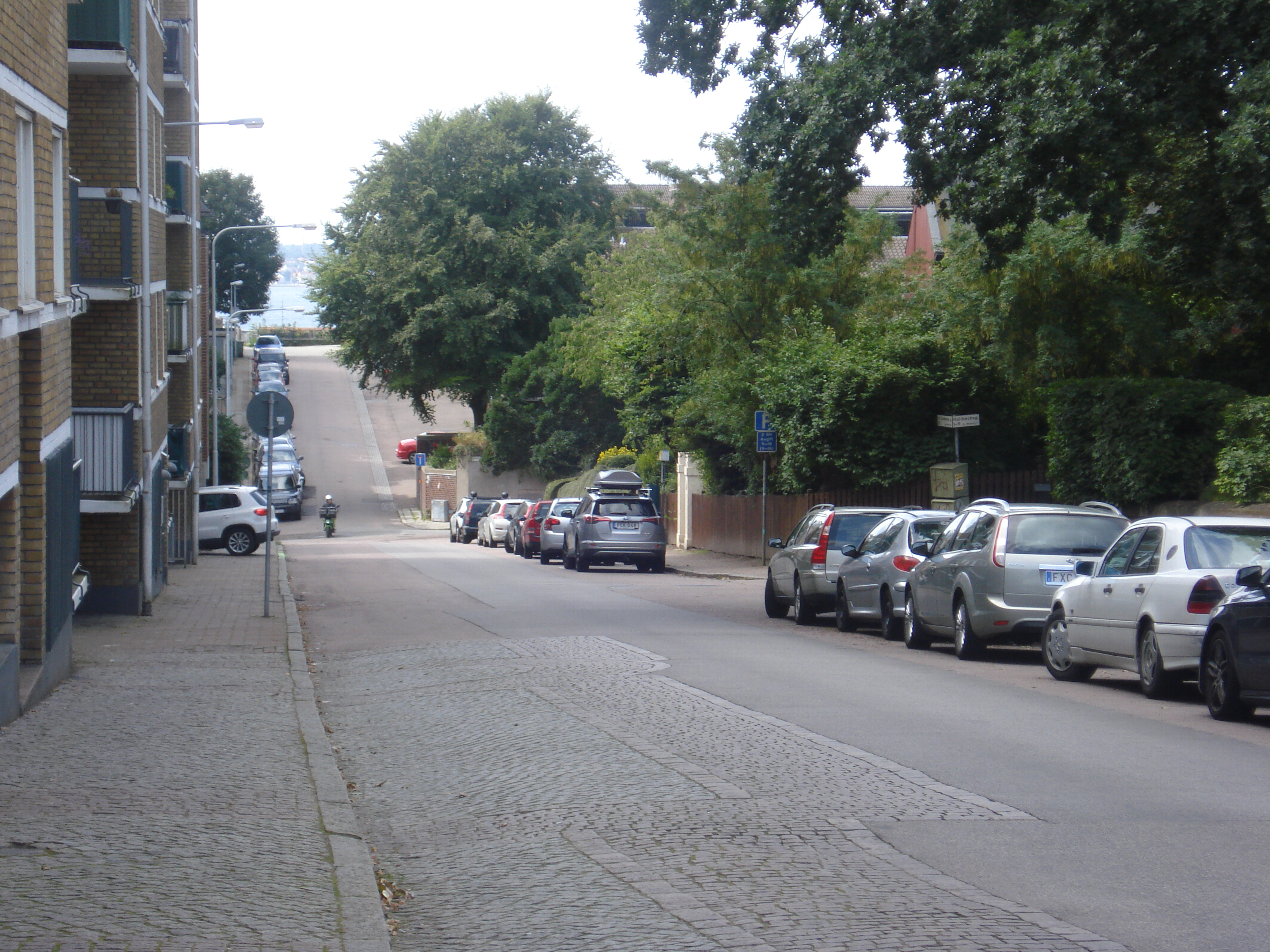
Sankt Clemens gata med platsen för medeltidskyrkan utmarkerad med gatsten.

Sankt Clemens gata i Helsingborg, ursprungligen hette gatan Långvinkelspromenaden. Den fick sitt nuvarande namn i början av 1900-talet och refererar till den sandstenskyrka från slutet av 1000-talet som legat här och som föregåtts av en knappt 100 år äldre träkyrka. Området kallades redan på 1500-talet för Sankt Clemens vång. I Helsingborg invigdes Sankt Clemens katolska kyrka 1928 vid Munkavägen/Koralgatan. Kyrkan, som ritades av den danske arkitekten Valdemar Schmidt, bär samma namn som den sedan århundraden tillbaka försvunna Sankt Clemens medeltida kyrka.

## Källa
- Helsingborgs stadslexikon A-Ö, Sankt Clemens gata.